# 짐조

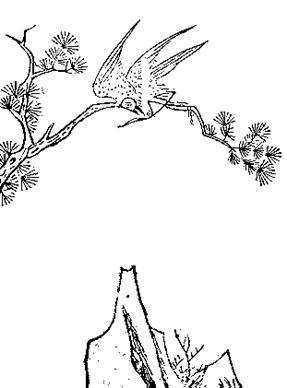
『삼재도회(三才圖會)』에 묘사된 짐조

짐조 (鴆鳥)는 중국 고대 문헌에 등장하는 맹독을 가진 새이다. 짐새라고 불리기도 한다.
그 새의 독으로 만든 독을 짐독(鴆毒), 그 독으로 만든 술을 짐주(鴆酒), 짐주로 사람을 죽이면 짐살(鴆殺)이라고 하였다.
짐조는 중국 남방의 광동성(廣東省)에서 살았다고 한다. 크기는 독수리 정도로 녹색의 깃털, 그리고 구리 색을 가진 부리를 가졌다고 한다. 몸은 검은 빛이고 눈알은 붉은 빛으로 살모사(殺母蛇)와 야생하는 칡을 먹고 살며, 온몸에 독기가 있어 그 새가 논밭 위를 날면, 그 아래 논밭은 모두 말라 죽었다고 한다. 또 그 깃털에 술잔이 스치기만 해도 이를 마시는 사람은 곧 독사(毒死)한다고 하며, 이에 따라 그 깃을 술에 담근 뒤 이 술로 사람을 독살하기도 하였다. 돌아래에 숨어 있는 뱀을 잡아 먹는데, 대변을 걸치면 돌이 부서졌다고 하는 기술도 있다.

## 문헌상의 짐조와 실재 가능성
한비자(韓非子)나 사기(史記) 등의 기원전의 고대 문언에 따르면,
짐조의 깃털에서 모은 독은 짐독으로 불리며, 예전부터 자주 암살에 사용되었다고 한다.
짐독은 무미 무취인데다가 수용성이며, 짐의 깃털을 한 장 담그어 만든 독주로는 들키는 일 없이,
상대방을 죽일 수 있었다고 한다.
춘추시대의 노장공(魯荘公) 계승전쟁때, 장공의 막내 아우인 계우(季友)는 형인 숙아(叔牙)를
짐주를 먹여 죽였다.(사기의 魯周公世家) 또한, 진시황에 의해 의해서 처형될 것을 두려워한
여불위(呂不韋)는 짐주를 먹고 자살하는 등 (사기 여불위전) 고대 문헌에는 짐주로 인한
사망 이야기가 다수 존재한다.
기원전 문헌에 따르면 짐조가 살았다고 여겨지는 지역은 양자강(揚子江) 이남이며,
진대(晋代)에 들어와서는 짐조를 양자강 이북에 반입해서는 안 된다고 하는 금지령이 있었다.
송대(宋代)에 와서는 그 금지령이 잘 지켜지지 않아서, 황제가 짐조를 없애기 위해서 짐조가 사는 산을
불태우라고 명령했다던가, 짐조 병아리를 성안으로 가지고 왔다는 남자를 체포하여,
그 남자와 병아리를 같이 죽였다는 이야기가 있다. 진서「석숭전」에 의하면 석숭이 남중(南中)에 있을 때, 짐조의 병아리(雛)를 얻어, 후군장군 왕개(王愷)에게 주었다. 이때의 제도에, 짐조를 가지고 장강을 건널 수 없었는데, 사예교위 부지(傅祗)가 이를 고발하니, 조칙을 내려 이를 조사하게 하고, 도성 거리에서 짐조를 불태웠다는 기록이 있다.(崇在南中，得鴆 鳥雛，以與後軍將軍王愷。時制， 鴆 鳥不得 過江，為司隸校尉傅祗所糾，詔原之，燒 鴆於都街).  쉬후이(許暉)도 「난세기담30」에서 진서를 인용하였다.   「난세기담30(許暉 지음, 이기흥 옮김)」에 따르면 중국 서진(西晉) 시대 문인(文人)이자 관리였던 석숭(石崇)은 재임기간 중에 우연찮게 짐새(鴆)새끼를 손에 넣었다. 석숭은 진무제(晉武帝)의 외숙인 후군장군 왕개(王愷)의 비위를 맞출 작정으로 이 새의 새끼를 왕개에게 올렸다. 착한 사람도 짐새라는 이름을 들으면 안색이 변한다는 이 새는 동력조(同力鳥)라고 부르기도 한다. 검은 몸뚱아리에 빨간 눈, 세 개의 발톱이 달린 발을 가진 이 새의 자녹색 깃털과 똥에는 강력한 독이 함유되어 있다. 깃털을 일정한 시간 술에 담가 놓으면 술은 무색무취의 독주로 변한다. 이를 일러 ‘짐주(鴆酒)’라고 하는데 짐주를 마시면 그 자리에서 눈을 하얗게 뒤집으며 몸을 덜덜 떤다. 또 잔뜩 취한 사람처럼 마음은 뻔한데 말은 입 밖으로 나오지 않다가 바로 뒤따라 오장이 썩어 문드러지고 신경이 마비되며 죽는다. 짐주는 중국의 역사에서 매우 중요한 역할을 했다. 짐주를 상으로 내린 기록을 역사책에서 자주 만날 수 있으며 궁궐에서 일어난 피비린내 나는 살해 계획에서도 이 짐주는 제일 먼저 선택되었다. 하지만 짐새를 손에 넣기란 그리 쉽지 않았다. 이 새는 뱀과 전갈이 출몰하고 고목이 하늘을 찌르는 깊은 산속 원시림 속에서만 살기 때문이다. 게다가 이 새는 암수가 함께 날고 함께 잠자리에 들기에 수컷은 운일(運日), 암컷은 음해(陰諧)라고 부르고 있으니 그야말로 암수 한 쌍의 암살자인 셈이다. 이처럼 으스스한 새이기에 조정에서는 이 새가 양쯔강을 건너지 못하게 엄명을 내린 상태였다. 그런데 석숭은 수도 낙양에 사는 왕개에게 이 새를 올렸으니, 이건 왕개에게 나쁜 짓을 하라고 부추긴 것이 분명했다. 그러나 간관(諫官)은 외척인 왕개가 연루되었으니 중동무이하고 단지 짐새의 새끼를 길거리에 내다 태워 없애야 한다는 글을 올려 책망할 뿐이었다고 한다. 한편 북제의 황제 고양(高洋)은 자기의 애첩 설비(薛妃)가 청하왕(淸河王) 고악(高岳)과 잠자리를 했다는 이유로 설비의 목을 친 뒤 청하왕 고악에게는 짐주를 마시도록 하여 스스로 목숨을 끊게 했다고 한다.
남북조 시대를 끝으로 문헌상의 기록이 끊어지게 되지만,
그 무렵의 기록은 문헌마다 제각각으로 통일성이 없고, 벌써 전설상의 존재가 되어 버린 모습을 보인다.
당대(唐代)에 이르면 당시의 정부도 짐조의 존재를 인정하지 않고, 659년에 간행된 의약서인
신수본초(新修本草)에도 그 존재를 알 수 없다고 하였다.
조류학자들에 따르면 새 중에서 유독한 새는 존재하지 않는다고 한다.
그러므로 짐조는 용이나 봉황처럼 단순한 상상속의 동물이라고 생각할 수 있다.
하지만 1992년에 뉴기니섬의 원주민 사냥꾼들이 예부터 먹을 수 없는 새로서 여기고 싫어하던
피토휘(Pitohui)라는 새에게는 깃털에 독이 있음이 알려진 이후부터는
일찍이 짐조가 실제로 존재했을 가능성이 아예 없는 것은 아니게 되었다.
다만 피토휘의 생김새는 산해경(山海經) 등에 나와 있는 짐조의 모습과는 닮아 있지 않다.

## 짐독과 코뿔소 뿔
짐조의 독을 해독하기 위해서는 코뿔소 뿔이 효과가 있다는 미신이 언제부터인가부터 퍼지게 되었고,
독주에 의한 암살을 무서워한 중국 역대의 황제나 고위의 귀족들은, 코뿔소의 뿔로 완성된 잔을
얻고자 노력했다.
이 코뿔소 뿔의 해독제 효과에 관련한 미신은, 짐조의 기록이 사라진 이후부터는,
"코뿔소뿔은 짐조의 독 뿐만이 아니라 다른 모든 독에 대해서 유효하다"라든가 또는
"엄청나게 좋은 정력제이다"라는 식으로 바뀌어서 현재에 이르고 있다.
이때문에 오늘날 세계 각지의 한방 약국(漢方薬局)들은 코뿔소뿔을 비상식적으로 높은 가격으로
거래하고 있고, 이 영향으로 아시아나 아프리카의 코뿔소는
멸종위기에 몰릴 정도로 그 개체수가 줄어들었다.
현재 코뿔소의 모든 종류는 멸종위기에 처한 야생동식물종의 국제거래에 관한 협약 (워싱톤 조약)에 따라
코뿔소가 사는 지역 국가로부터 엄중한 보호를 받고 있지만, 그럼에도 불구하고 높은 가격을 받고 팔려는 밀렵자들에 의한 위험에 항상 노출되어 있다.
게다가 코뿔소의 뿔에 관련된 미신이 이제는 서양에까지 전해져,
유니콘의 뿔에는 물을 맑게 한다는 다른 미신을 낳았다.

## 짐조가 등장하는 작품
- 카미요미(カミヨミ): 침묵의 독(沈黙の毒)에 등장한다. 보통 사람이라면 날개에 닿는 것만으로 독에 죽는다고 하는 설정으로, 정계의 요인등을 독살하는 소도구로서 이용되었다.

- 누라리횬의 손자 (ぬらりひょんの孫): 독의 날개를 가지는 새의 요괴로서 등장.

- 탐정학원 Q (探偵学園Q): 조모립녀(鳥毛立女) 족자(掛軸)라고 하는 쿠즈류 타쿠미(九頭龍匠)의 작품으로서 등장했다. 그 족자의 여성의 옷(기모노)이짐의 날개로 되어 있어, 살인에 사용된다
- 「난세기담30(許暉 지음, 이기흥 옮김)」 : 중국 서진(西晉) 시대 문인(文人)이자 관리였던 석숭(石崇)이 짐새(鴆)새끼를 진무제(晉武帝)의 외숙인 후군장군 왕개(王愷)에게 뇌물로 준다. 그리고 북제의 황제 고양(高洋)은 자기의 애첩 설비(薛妃)와 잠자리를 했다는 이유로 청하왕(淸河王) 고악(高岳)에게 짐주를 마시도록 하여 자진하게 한다.

- 호랑이형님-네이버웹툰: 천남성이라고, 독의 날개를 가지는 새로 나타난다.

## 다른 보기
- 피토휘(Pitohui): 깃털에 독이 있다는 뉴기니에서 최근에 그 존재가 알려진 새